# AT&T Huron Road Building
Le AT&T Huron Road Building anciennement Ohio Bell Huron Building et Ohio Bell Telephone Company Building est un gratte-ciel de 111 mètres de hauteur construit à Cleveland dans l'Ohio aux États-Unis de 1925 à 1927. 
L'immeuble abrite des services téléphoniques de la société AT&T. Peu de temps après son ouverture l'immeuble a été surnommé "le temple de la téléphonie".
Le bâtiment a peut-être inspiré les créateurs de la bande dessinée Superman.
L'architecte est l'agence Hubbell & Benes qui a conçu l'immeuble dans un style Art déco.
C'est le plus ancien gratte-ciel de Cleveland